# Kurt Waldheim
Pour les articles homonymes, voir Waldheim (homonymie).
Kurt Waldheim (/ˈkʊɐ̯t ˈvalthaɪm/ ), né le 21 décembre 1918 à St. Andrä-Wördern (Autriche) et mort le 14 juin 2007 à Vienne, est un diplomate et homme d'État autrichien. Il est secrétaire général des Nations unies de 1972 à 1981 et président fédéral de la république d'Autriche de 1986 à 1992.
Son rôle comme officier de renseignement de la Wehrmacht dans la réussite de l'opération Kozora menée contre les partisans et la population au Monténégro et en Macédoine fait l'objet en 1985-1986 d'une controverse, l'« affaire Waldheim ». Un comité international d'historiens militaires conclut qu'il n'y « avait aucune indication d'objections, de protestations ni d'interventions faites par Waldheim contre un ordre intimant la réalisation de ce qu'il savait certainement être une injustice […] » et qu'« au contraire, à plusieurs reprises il avait apporté son aide à la réalisation de ces actions illégitimes […] ».
À la suite des révélations sur son passé nazi, Waldheim est déclaré persona non grata aux États-Unis et dans d'autres pays. Au terme de son mandat présidentiel en 1992, il ne cherche pas à se représenter.

## Biographie

### Jeunes années
Kurt Josef Waldheim est né le 21 décembre 1918 au village de St. Andrä-Wörden près de Vienne en Basse-Autriche. Son père, instituteur puis inspecteur d'école de confession catholique et d'origine tchèque, du nom de Watzlawick (en tchèque Václavík), avait germanisé son nom en Waldheim cette année-là, alors que s'effondrait la monarchie de la Maison de Habsbourg-Lorraine.
Le jeune Kurt entre au lycée de l'abbaye de Klosterneuburg, où il rejoint la Fraternité catholique de Comagène. Puis, en 1936-1937, il fait son service militaire dans l'unité de cavalerie du 1er régiment des Dragons de l'armée autrichienne. Il fréquente ensuite l'Académie consulaire de Vienne qui forme les diplomates autrichiens, et obtient son diplôme de droit en 1939.
Alors que son père milite au Parti social chrétien, le jeune homme rejoint les rangs de la Ligue des étudiants allemands national-socialistes, une section du parti nazi, puis devient, selon le magazine Profil, membre du corps à cheval de la SA, les Reiter-SA. Selon Simon Wiesenthal, Waldheim objecta qu'il avait simplement appartenu à un club équestre et ne savait pas que celui-ci avait été incorporé dans la SA. Il n'avait jamais signé de formulaire d'adhésion à la SA et ne s'était donc pas considéré comme membre. De fait, aucun document de la SA avec la signature de Waldheim n'a été trouvé.
Au printemps 1940, il est mobilisé. Il devient rapidement sous-lieutenant.
En mars 1944, il soutient sa thèse de doctorat « L'idée du Reich chez Konstantin Frantz » à l'université de Vienne. Le 19 août, à Vienne, il épouse Elisabeth Ritschel, fille d'un nazi autrichien bien en vue et elle-même militante nationale-socialiste selon Encyclopædia Universalis et nazie convaincue selon Dan van der Vat (en),. Ils auront trois enfants, une fille née en 1945 Lieselotte Waldheim-Natural qui travaille aux Nations unies, une autre fille Christa Waldheim-Karas qui est devenue artiste et a épousé Othmar Karas, un député européen de nationalité autrichienne, et un fils Gerhard Waldheim qui est un banquier d'investissement.

### États de service militaires pendant la Seconde Guerre mondiale

#### Vue d'ensemble
Début 1941, Waldheim est incorporé dans la Wehrmacht et envoyé sur le front de l'Est en tant que chef d'escouade. En décembre de la même année, il est blessé et envoyé à l'hôpital à Francfort-sur-l'Oder puis à Vienne. Une fois rétabli, il est envoyé en Bosnie occidentale puis à Salonique dans le nord de la Grèce. Ce sont ces états de service de 1942 à 1945 (soit de 24 à 27 ans) qui font l'objet d'une controverse en 1985 et 1986.
En 1985, dans son autobiographie Dans l'œil de la tempête, il affirme qu'il n'eut plus à retourner au front et qu'il passa le reste de la guerre à achever ses études de droit à l'université de Vienne. Des documents et des témoins apparus depuis lors révèlent qu'il continua de servir dans les Balkans en 1942-1945, contrairement à ce qu'il prétendait.

#### Affectations en Italie, Yougoslavie et Grèce (1942-1945)
Les états de service de Waldheim dans le groupe d'armées E de 1942 à 1945 tels qu'établis par la Commission internationale des historiens :
- interprète et officier de liaison auprès de la 5e division alpine (Italie) en avril-mai 1942 ;
- officier 02 (communications) dans le groupe de combat de Bosnie occidentale en juin-août 1942 ;
- interprète auprès du personnel de liaison affecté à la 9e armée italienne à Tirana début été 1942 ;
- officier 01 dans le groupe de liaison allemand auprès de la 11e armée italienne et dans le groupe d'armées du Sud en Grèce de juillet à octobre 1943 ;
- officier 03 dans le groupe d'armée E à Arsali, Kosovska, Mitrovica et Sarajevo d'octobre 1943 à janvier-février 1945.

Dans ce groupe d'armées E, il est sous les ordres du général Alexander Löhr, surnommé le « boucher des Balkans »,.
En 1986, il déclara qu'il était simplement interprète et secrétaire, et qu'il n'avait eu connaissance ni de représailles contre des civils là où il était ni de massacres dans les provinces yougoslaves voisines, alors que ses initiales figurent sur des rapports concernant la déportation en masse de juifs de Grèce dans les camps de la mort, la répression sanglante de partisans et l'exécution sommaire de commandos britanniques capturés.
Le rôle de Waldheim, en tant qu'officier d'état-major, dans la réussite militaire de l'opération Kozara menée contre les partisans et qui vit des représailles sanglantes contre les populations civiles au Monténégro et en Macédoine orientale, a été mis en lumière par divers documents. Selon une enquête menée après-guerre, des détenus étaient régulièrement abattus à quelques centaines de mètres de son bureau ainsi qu'au camp de concentration de Jasenovac,. Le nom de Waldheim figure sur la liste d’honneur de la Wehrmacht parmi les personnes ayant assuré la réussite de l'opération. L’État de Croatie lui remit pour son rôle la médaille d'argent de l’ordre de Zvonimir (en).
Selon Eli Rosenbaum (en), directeur de l’OSI (en) (Office of Special Investigations, « bureau des recherches spéciales ») du ministère de la Justice américain en 1944, Waldheim relut et approuva des tracts de propagande antisémite devant être largués derrière les lignes soviétiques, un de ces tracts se terminant par « Assez de la guerre juive, tuez les juifs, rejoignez-nous, ! »
En 1945, l'officier Waldheim se rendit aux forces britanniques en Carinthie.

### Carrière diplomatique et ministérielle (1945-1981)
Rapidement « blanchi », Kurt Waldheim devient, en 1945, secrétaire de Karl Gruber, le ministre des Affaires étrangères conservateur chrétien. Dès 1945, il entame une carrière diplomatique. Bien que les Yougoslaves désirent le faire inscrire sur le fichier de l'ONU des criminels de guerre supposés, de 1948 à 1951 il est premier secrétaire à l'ambassade d'Autriche à Paris, puis chef du personnel au ministère des Affaires étrangères de l'Autriche jusqu'en 1955.
Il est ensuite nommé observateur permanent autrichien à l'ONU en mai 1955, avant de représenter l'Autriche comme ambassadeur auprès du Canada (1956-1960). Il retourne ensuite en Autriche où il utilise ses anciennes relations pour accélérer sa carrière diplomatique. Il occupe plusieurs postes de direction au ministère des Affaires étrangères, dont celui de directeur général des affaires politiques de 1962 à 1964.
De 1964 à 1968, il retourne à l'ONU comme représentant de l'Autriche et participe à des travaux sur l'utilisation de l'espace extra-atmosphérique. Bien que n'appartenant à aucun parti politique, il est ministre des Affaires étrangères de 1968 à 1970 au sein du gouvernement du Parti populaire autrichien. Il retourne à l'ONU à son départ du gouvernement, d'abord à l'Agence internationale de l'énergie atomique, puis comme représentant de l'Autriche (1970-1972). En 1971, il est le candidat du parti conservateur ÖVP aux élections présidentielles, mais échoue.

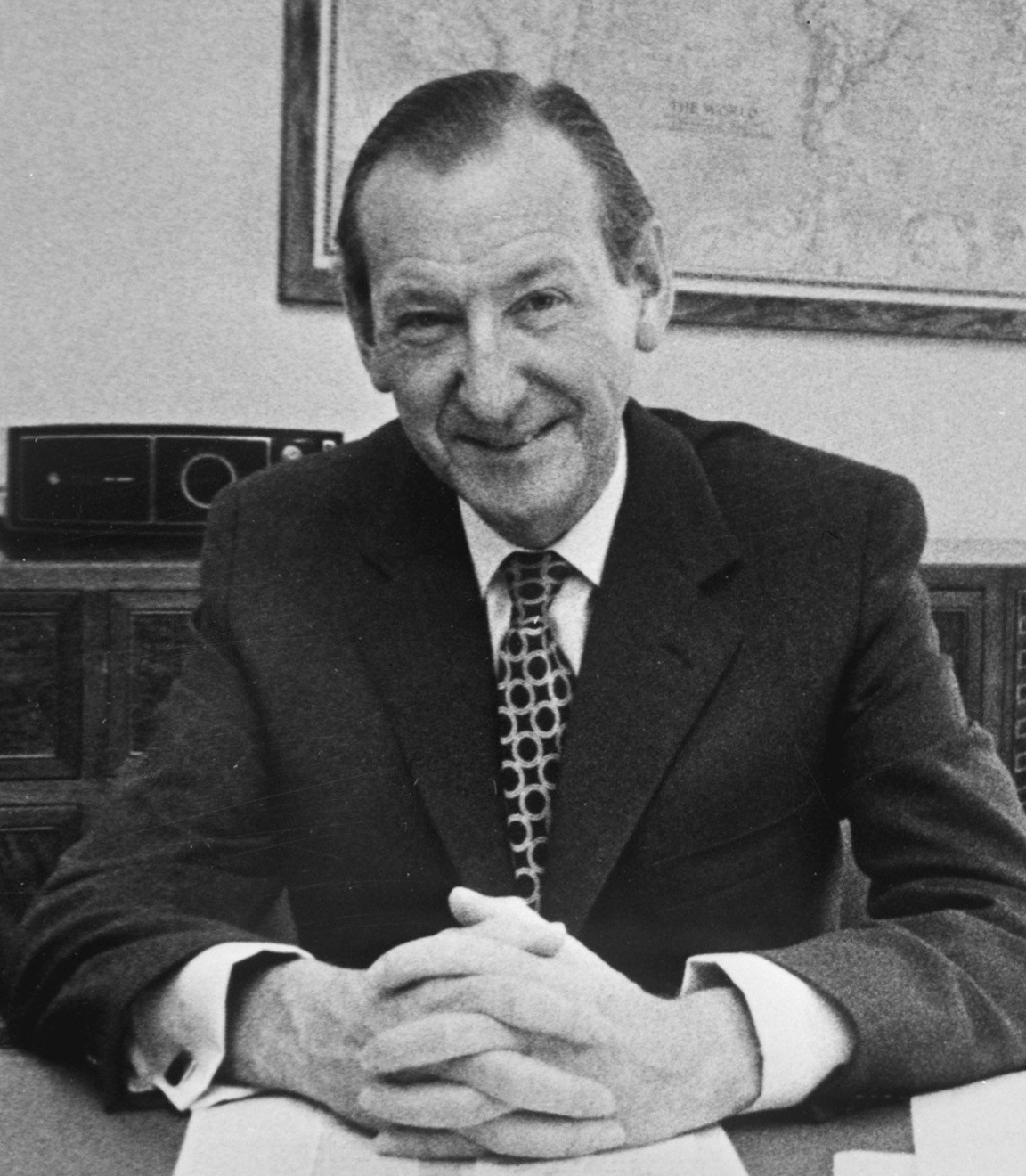
Kurt Waldheim en 1971.

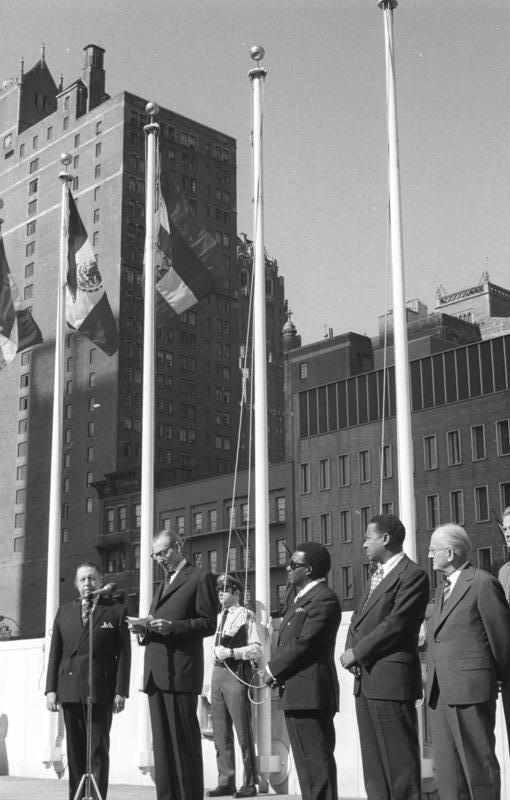
Discours du secrétaire général de l'ONU, Kurt Waldheim, lors du lever du drapeau de la RDA, nouvellement admise, le 18 septembre 1973.

Il accède au poste de secrétaire général de l'ONU en janvier 1972, et à ce titre prononce le message de paix envoyé dans l'espace au nom de l'humanité dans les sondes Voyager. Il s’implique fortement dans les interventions de l'ONU pour résoudre les crises, notamment le conflit israélo-arabe, et est réélu pour un second mandat par acclamation en 1976. Il met également l'accent sur la nécessité d'un développement économique des pays les plus pauvres.
Il réagit également aux massacres de Hutus au Burundi, dans un rapport de juin 1972, les qualifiant de génocide.
Il échoue à obtenir un troisième mandat, la Chine ayant mis son veto.

### Enseignement de la diplomatie à l'université de Georgetown (1982-1984)
Waldheim passa les deux années suivantes à enseigner la diplomatie comme visiting professor, selon David Childs, à l'université de Georgetown, à Washington, aux États-Unis.

### Présidence fédérale d'Autriche (1986-1992)
Waldheim s’était présenté sans succès aux élections présidentielles autrichiennes en 1971. De retour dans son pays, il se lança comme candidat à l'élection présidentielle de 1986. Dans le cadre de sa campagne, il publia en 1985 une autobiographie, Im Glaspalast der Weltpolitik (en français « Dans l'œil de la tempête »). Il y rapporte qu'après l'Anschluss son père fut arrêté par la Gestapo et que lui-même, alors membre de la Jungvolk autrichienne, avait distribué des tracts appelant à la résistance et s'était fait copieusement rosser. Enrôlé de force dans la Wehrmacht, écrit-il, il se retrouva au front russe dans une unité pleine de contestataires où, la nuit, sous les draps, il lisait des tracts anti-nazis. Après avoir été blessé, il revint, soulagé, à Vienne pour y poursuivre ses études de droit. Pris de soupçons devant ces états de service, ses adversaires se mirent à fouiller son passé.
Il est cependant élu président de la république d'Autriche le 8 juin 1986, sous les couleurs de l'ÖVP.

#### «L'affaire Waldheim»
C'est pendant la campagne présidentielle de 1985 que resurgit son passé d'officier dans la Wehrmacht, déclenchant ce qui est connu internationalement sous le nom d'« affaire Waldheim ».
Le 3 mars 1986, le journaliste Hubertus Czernin révéla, dans la revue d’information hebdomadaire autrichienne Profil, que l'autobiographie récemment publiée de Kurt Waldheim — Im Glaspalast der Weltpolitik — contenait plusieurs omissions concernant la période entre 1938 et 1945 : son appartenance à des organisations nazies (le corps à cheval de la SA, la fédération étudiante nazie) et sa présence comme officier de la Wehrmacht à Salonique de 1942 à 1943 sous les ordres du général Löhr, condamné à mort comme criminel de guerre en Yougoslavie en 1947.
Le 4 mars 1986, le New York Times à son tour publiait un article sur Waldheim, avec comme illustration une photo de ce dernier en uniforme de la Wehrmacht aux côtés du chef SS Artur Phleps à Podgorica au Monténégro.
Le Congrès juif mondial affirma qu'il avait trouvé le nom de Waldheim sur une liste de criminels de guerre nazis présumés établie par l'armée américaine.
Waldheim qualifia ces accusations « de purs mensonges et d'actes malveillants » : « J'ai fait mon devoir de soldat » et « Vous ne trouverez rien. Nous étions corrects ».
Néanmoins, il admit qu'il avait eu connaissance des représailles allemandes contre les partisans : « Oui, je savais. J'ai été horrifié. Mais que pouvais-je faire ? Soit je continuais de servir, soit j’étais exécuté ». Il dit qu'il n'avait jamais visé ni même vu un seul partisan. Son ancien supérieur immédiat de l’époque déclara que Waldheim « était resté cantonné dans un bureau ».
Waldheim attaqua en justice le président du Congrès juif mondial, Edgar M. Bronfman, qui l'avait qualifié de « rouage de la machine de mort allemande ». Il ne renonça à son action en justice que lorsque Bronfman eut dit que son organisation était disposée à arrêter sa campagne contre lui.
L'ancien chancelier autrichien Bruno Kreisky, lui-même d’origine juive, qualifia les actions du Congrès juif mondial d'« extraordinaire infamie », ajoutant qu'il ne fallait pas que le Congrès juif mondial soit la seule institution mise en cause, sinon les Autrichiens allaient dire qu'ils ne « permettraient pas aux Juifs de l'étranger de leur donner des ordres et de leur dire qui ils devaient élire comme président »[pas clair].
En 1994, l’ancien officier du Mossad Victor Ostrovsky déclara, dans son livre The Other Side of Deception, que le Mossad avait falsifié le dossier du secrétaire général de l'ONU de l'époque pour l'impliquer dans des crimes nazis. Ces documents prétendument faux avaient été « découverts » par la suite par Benjamin Netanyahu dans le dossier de l'ONU, déclenchant « l'affaire Waldheim ». Ostrovsky déclara qu’elle fut motivée par la critique de Waldheim concernant l’action israélienne au Liban. Selon l'Association of Former Intelligence Officers (en), la crédibilité des récits d'Ostrovsky fait l'objet de controverses, nombre des affirmations de l'auteur n'étant pas corroborées par d’autres sources (ni réfutées) ; le critique Benny Morris et l’écrivain David Wise (en) font valoir que le livre est essentiellement un roman.

#### Le Comité international des historiens
En raison de la controverse internationale, le gouvernement autrichien décida de nommer un Comité international de six historiens militaires (un Suisse, un Allemand, un Belge, un Israélien, un Américain et un Britannique) pour examiner les accusations portées contre Waldheim en raison de ses fonctions entre 1938 et 1945.
Leur rapport ne trouva pas de preuves d'implication personnelle de Waldheim dans ces crimes mais rejeta ses affirmations selon lesquelles il ignorait que des crimes avaient été commis contre des résistants. Ces historiens citèrent une preuve démontrant que Waldheim avait dû être informé des crimes de guerre. Dans un compte rendu de la controverse, Simon Wiesenthal affirme que Waldheim était stationné à 8 km de Salonique alors que, plusieurs semaines durant, la communauté juive, qui formait un tiers de la population, était envoyée à Auschwitz. Waldheim nie en avoir eu connaissance. Commentaire de Wiesenthal : « Je ne pus répondre que ce que le comité d'historiens avait établi dans son rapport : « Je ne peux pas vous croire ».
Selon le journaliste britannique Dan van der Vat, Wiesenthal confirma qu'il n'existait aucune preuve que Waldheim ait commis des crimes de guerre.
Le 8 février 1988, le Comité international livra les conclusions suivantes sur la capacité de Waldheim à faire quelque chose au sujet des crimes qu'il savait être commis en Yougoslavie et en Grèce :
« La commission n'a trouvé aucune indication d'objections, de protestations ni d'interventions faites par Waldheim contre un ordre intimant la réalisation de ce qu'il savait certainement être une injustice, afin d'empêcher ou du moins entraver l'exécution de cette injustice. Au contraire, à plusieurs reprises il a apporté son aide à la réalisation de ces actions illégitimes, facilitant ainsi leur perpétration ».
« En faveur de Waldheim il y a le fait qu'il n’avait que de faibles possibilités d'agir contre les injustices commises. Les actions contre celles-ci, en fonction du niveau où la résistance se produisait, étaient d'importance très différente. Pour un jeune officier, qui n'avait pas d'autorité militaire au niveau du groupe d'armée, les possibilités pratiques de résistance étaient très limitées et en toute probabilité n'auraient pas mené à des résultats tangibles. La résistance n'aurait pas dépassé la protestation formelle ou le refus de servir plus longtemps dans l'armée, ce qui aurait semblé être un acte courageux, mais ne se serait soldé par aucun résultat dans les faits ».

#### Ostracisme international
En avril 1987, Waldheim fut déclaré persona non grata aux États-Unis et ne fut plus le bienvenu dans de nombreux pays en raison des révélations sur son passé nazi. Il resta sur la liste des personnes interdites de séjour dans ce pays, même après la publication du rapport du Comité international d'historiens.
Kurt Waldheim demeura isolé sur le plan international, sauf pour l'URSS, les pays arabes et le Vatican. Toutefois, le président tchécoslovaque Václav Havel, connu pour son anticonformisme, le rencontra en juillet 1990,. Selon l'historien A. Tom Grunfeld, le 14e dalaï-lama, dans ses efforts pour internationaliser la question tibétaine, rencontra à deux reprises, en 1986 et en 1991, le président autrichien alors que celui-ci était boycotté par la communauté internationale,. Pourtant, selon le Tibetan Bulletin, en mai 1986 le dalaï-lama se rend dans plusieurs pays d'Europe dont l'Autriche pour y rencontrer des scientifiques et établir des relations entre la science et la spiritualité, et ne mentionne la présence de Waldheim que dans l'auditoire d'une conférence publique au côté de nombreux ambassadeurs. À cette date, il rencontre le président autrichien en exercice Rudolf Kirchschläger. En 1998, l'AFP rappelait que le dalaï-lama, à l'occasion de ses voyages pour promouvoir l'autonomie du Tibet, s'était rendu en Autriche en 1991 et avait eu des entretiens avec le président Kurt Waldheim et le chancelier Franz Vranitzky.
Cet ostracisme international fut un choc pour Waldheim et ses compatriotes. Il les obligea à un examen de conscience.
En 2001, l’ouverture d’un important fonds d’archives permet d’établir que la CIA, mais aussi des responsables yougoslaves et soviétiques, et peut-être israéliens, étaient au courant du passé de Kurt Waldheim au moment de la campagne menée en sa faveur pour le poste de secrétaire général de l’ONU,,.

### Dernières années (1992-2007)
Au terme de son mandat en 1992, Waldheim ne chercha pas à se représenter. En avril 1994, il se rend avec une délégation de la Ligue autrichienne des Nations unies à Pékin en république populaire de Chine, où il rencontre Qian Qichen, vice-premier ministre et ministre chinois des Affaires étrangères, qui lui déclara que la Chine respectait la Déclaration universelle des droits de l'homme et autres documents internationaux sur les droits de l'Homme, comme l'a indiqué Xinhua dans une annonce brève dont les médias occidentaux ne firent que peu état.
Le 6 juillet 1994, le pape Jean-Paul II le fit chevalier de l'ordre de Pie IX à l'ambassade du Vatican à Vienne pour ses réalisations en tant que secrétaire général de l'ONU, ce qui entraîna la stupeur du gouvernement israélien et une demande d'explication de celui-ci.
En 1995, il souhaita ne plus être persona non grata aux États-Unis : il n'avait pas été invité à participer aux cérémonies du cinquantenaire de l'ONU cette même année.

#### Décès
Il mourut le jeudi 14 juin 2007 au matin, à l'âge de 88 ans, des suites d'un infarctus. Il était hospitalisé à Vienne depuis la fin du mois d'avril 2007 pour une infection. Dans son testament, rendu public le lendemain de son décès, il affirme « regretter profondément » la manière dont il avait « pris position sur les crimes nazis, à savoir beaucoup trop tard, et non de manière exhaustive et sans malentendus ». Il demeura interdit de voyage aux États-Unis jusqu'à sa mort. Dans un message posthume, il appela à la réconciliation et réaffirma qu'il n'était pas coupable de sympathies pour les nazis, ni d'avoir participé aux crimes nazis.
Au lendemain de sa mort, il reçut du secrétaire général Ban Ki-moon l'hommage de l'Organisation des Nations unies pour avoir dirigé l'institution pendant la guerre froide « avec prudence, persévérance et précision ».

#### Funérailles
Le 23 juin eurent lieu à la cathédrale Saint-Étienne de Vienne des funérailles nationales célébrées par le cardinal Christoph Schönborn en présence de hauts responsables politiques autrichiens dont le président Heinz Fischer, le directeur des Nations unies de Vienne, Antonio Maria Costa, et le nonce apostolique monseigneur Michael Wallace Banach. En accord avec une demande de Waldheim, à l'exception du prince Hans-Adam II de Liechtenstein aucun dirigeant étranger ne fut invité.
Sa dépouille fut déposée, avec les honneurs militaires, dans une crypte réservée aux anciens présidents autrichiens au cimetière Zentralfriedhof, après une halte devant le siège régional des Nations unies à Vienne où un éloge funèbre fut prononcé.

### Mémoire
En mars 2002 fut inaugurée à Vienne la bibliothèque mémorielle Kurt Waldheim, qui est gérée par l'association autrichienne Akademisches Forum für Außenpolitik (« forum académique de politique étrangère »), ou AF), et dont le fonds est constitué d'ouvrages de politique étrangère et de documentation sur l'ONU.

## Publications
- Le Miracle autrichien, Paris, Denoël, 1973, coll. « Regards sur le monde », 305 p. – (en) Der österreichische Weg, Vienne-Munich-Zurich, 1971 – (en) The Austrian Example, Londres, Weidenfeld and Nicolson, 1973, 230 p.
- Un métier unique au monde, entretien avec Éric Rouleau, Paris, Stock, 1977, 235 p.  (ISBN 2234004853 et 978-2-234-00485-6) – (en) The Challenge of Peace, Wade Publishers, Rawson, 1980, 158 p.  (ISBN 0297775863 et 978-0-297-77586-7) (édition revue et corrigée)[78] – (de) Der schwierigste Job der Welt: d. UNO - d. beste aller Chancen, Goldmann, 1979, 207 p.
- Dans l'œil du cyclone, Paris, Alain Moreau, 1985, 412 p. – (de) Im Glaspalast der Weltpolitik, Düsseldorf, Econ Verlag, 1985, 400 p.  (ISBN 3430194539 et 978-3-430-19453-2) – (en) In the Eye of the Storm: The Memoirs of Kurt Waldheim, Orion Publishing Group Limited, 1985, 278 p.[79]
- (en) en collaboration avec Karl Gruber, Kurt Waldheim's wartime years: a documentation, Ministry of Foreign Affairs, 1987.

## Filmographie
Un documentaire intitulé Waldheims Walzer lui est consacré en 2018. Il remporte le prix du meilleur documentaire à la Berlinale 2018.

## Iconographie
Le tableau Double éclairage sur Occident (Vélasquez et Picasso) du peintre Herman Braun-Vega est une appropriation du tableau Les Ménines de Vélasquez dans laquelle le couple royal est remplacé par Jean-Paul II recevant Kurt Waldheim au Vatican.

### Sources
- « Kurt Waldheim est mort », lefigaro.fr, 14 octobre 2007.
- (en) Dietmar Henning, Kurt Waldheim (1918-2007). Ex-UN chief's Nazi past covered up, World Socialist Web Site, publié par l'International Committee of the Fourth International (ICFI), 21 juin 2007.
- (de) Walther-Peer Fellgiebel, Die Träger des Ritterkreuzes des Eisernen Kreuzes, 1939-1945, Podzun-Pallas, 2000  (ISBN 3-7909-0284-5).
- (en) « Kurt Waldheim », The New York Times, 15 juin 2007.
- (en) Voyager. The Interstellar Mission - Golden Record, site du Jet Propulsion Laboratory.
- (en) The Times, « Kurt Waldheim. Obituary », The Times, 15 juin 2007.
- (en) Dan van der Vat (en), « Obituary. Kurt Waldheim », The Guardian, 15 juin 2007.
- (en) International Commission of Historians Designated to Establish the Military Service of Lt. Kurt Waldheim, The Waldheim Report. Submitted 8 February 1988 to Federal Chancellor Dr Franz Vranitzky, Museum Tusculanum Press, 1993  (ISBN 8772892064 et 9788772892061).
- (en) Michael S. Serrill, William McWhirter, Wayne Svoboda, Sequels Running Out of Answers, Time, 7 avril 1986.
- (en) Victor Ostrovsky, The Other Side of Deception: A Rogue Agent Exposes the Mossad's Secret Agenda, Harper Collins, New York, 1994.
- (en) Victor Ostrovsky, Former Mossad Officer, sur le site de l'AFIO (Association for Intelligence Officers), 18 juin 2008.
- (en) Simon Wiesenthal, « The Waldheim Case », dans Contemporary Jewish Writing in Austria, sous la direction de Dagmar Lorenz, University of Nebraska Press, p. 81-95.
- (de) James L. Collins Jr., u.a., Bericht der internationalen Historikerkommission, Schlussbetrachtung, 8 février 1988.
- Jérôme Segal, « KurtWaldheim: un « éclaireur » ? », dans L'Arche, no 591, juillet 2007, p. 88-89.
- (en) Karin Strohecker, « Waldheim, ex-UN leader and Nazi, buried in Austria », Reuters, 23 juin 2007.
- (en) A. Tom Grunfeld, Tibet and the United States, in Contemporary Tibet: politics, development, and society in a disputed region (sous la direction de Barry Sautman, June Teufel Dreyer), M. E. Sharpe, Armonk, New York - Londres, 2006, p. 333.
- (en) A. Tom Grunfeld, The Making of Modern Tibet, édition révisée, M. E. Sharpe, Armonk, New York, 1996, p. 232.
- (en) « Dalai Lama to visit Austria », dépêche AFP du 27 avril 1998 reproduite sur le site World Tibet News.
- Adrien Willemin, « Fin de règne au Vatican ? », Le Monde diplomatique, janvier 1995.
- (en) Eli M. Rosenbaum, William Hoffer, Betrayal: The Untold Story of the Kurt Waldheim Investigation and Cover-Up, St. Martin's Press, New York, 1993, 538 pages  (ISBN 0-312-08219-3).
- (en) A. M. Rosenthal, The Waldheim File, The New York Times, 24 novembre 1989.
- (en) Robert Edwin Herzstein, Waldheim: The Missing Years, Arbor House/William Morrow, New York, 1988.